# The Players Championship

The Players Championship, o semplicemente The Players, è una competizione golfistica prestigiosa, dagli addetti del settore viene considerato come il quinto major: la prima edizione fu disputata nel 1974.

## Storia
Il torneo venne creato dall'allora PGA Tour commissioner Deane Beane; la prima edizione venne dispuatata nel 1974 a Marietta all'interno del circuito Atlanta Country Club. L'anno successivo la competizione venne trasferita in Texas, venendo disputata al Colonial Country Club di Fort Worth, mentre nel 1976 si giocò all'  Inverrary Country Club di Lauderhill, in Florida.
Nel 1976, il PGA raggiunse un accordo pluriennale con lo Sawgrass Country Club per la disputa annuale del torneo a partire dal 1977; a partire dal 1982, il torneo si è disputato dall'altra parte della strada verso ovest, allo Stadium Course del TPC at Sawgrass. A partire dal 1987, la manifestazione venne rinominata come Players Championship e non più Tournament Player Championship.
L'edizione 2020 venne cancellata a causa della pandemia di COVID-19.

## Albo d'oro
| 2025 | Rory McIlroy (2)                                 | Irlanda del Nord                                 | 276 (-12)PO                                      |                                                  |                                                  |
| 2024 | Scottie Scheffler (2)                            | Stati Uniti                                      | 268 (-20)                                        |                                                  |                                                  |
| 2023 | Scottie Scheffler                                | Stati Uniti                                      | 271 (-17)                                        |                                                  |                                                  |
| 2022 | Cameron Smith                                    | Australia                                        | 275 (-13)                                        |                                                  |                                                  |
| 2021 | Justin Thomas                                    | Stati Uniti                                      | 274 (-14)                                        |                                                  |                                                  |
| 2020 | Non disputata a causa della pandemia di COVID-19 | Non disputata a causa della pandemia di COVID-19 | Non disputata a causa della pandemia di COVID-19 | Non disputata a causa della pandemia di COVID-19 | Non disputata a causa della pandemia di COVID-19 |
| 2019 | Rory McIlroy                                     | Irlanda del Nord                                 | 272 (-16)                                        |                                                  |                                                  |
| 2018 | Webb Simpson                                     | Stati Uniti                                      | 270 (-18)                                        |                                                  |                                                  |
| 2017 | Kim Si-woo                                       | Corea del Sud                                    | 278 (-10)                                        |                                                  |                                                  |
| 2016 | Jason Day                                        | Australia                                        | 273 (-15)                                        |                                                  |                                                  |
| 2015 | Rickie Fowler                                    | Stati Uniti                                      | 276 (-12)PO                                      |                                                  |                                                  |
| 2014 | Martin Kaymer                                    | Germania                                         | 275 (-13)                                        |                                                  |                                                  |
| 2013 | Tiger Woods (2)                                  | Stati Uniti                                      | 275 (-13)                                        |                                                  |                                                  |
| 2012 | Matt Kuchar                                      | Stati Uniti                                      | 275 (-13)                                        |                                                  |                                                  |
| 2011 | Choi Kyung-Ju                                    | Corea del Sud                                    | 275 (-13)PO                                      |                                                  |                                                  |
| 2010 | Tim Clark                                        | Sudafrica                                        | 272 (-16)                                        |                                                  |                                                  |
| 2009 | Henrik Stenson                                   | Svezia                                           | 276 (-12)                                        |                                                  |                                                  |
| 2008 | Sergio García Fernández                          | Spagna                                           | 283 (-5)PO                                       |                                                  |                                                  |
| 2007 | Phil Mickelson                                   | Stati Uniti                                      | 277 (-11)                                        |                                                  |                                                  |
| 2006 | Stephen Ames                                     | Canada                                           | 274 (-14)                                        |                                                  |                                                  |
| 2005 | Fred Funk                                        | Stati Uniti                                      | 279 (-9)                                         |                                                  |                                                  |
| 2004 | Adam Scott                                       | Australia                                        | 276 (-12)                                        |                                                  |                                                  |
| 2003 | Davis Love III (2)                               | Stati Uniti                                      | 271 (-17)                                        |                                                  |                                                  |
| 2002 | Craig Perks                                      | Australia                                        | 280 (-8)                                         |                                                  |                                                  |
| 2001 | Tiger Woods                                      | Stati Uniti                                      | 274 (-14)                                        |                                                  |                                                  |
| 2000 | Hal Sutton (2)                                   | Stati Uniti                                      | 278 (-10)                                        |                                                  |                                                  |
| 1999 | David Duval                                      | Stati Uniti                                      | 285 (-3)                                         |                                                  |                                                  |
| 1998 | Justin Leonard                                   | Stati Uniti                                      | 278 (-10)                                        |                                                  |                                                  |
| 1997 | Steve Elkington (2)                              | Australia                                        | 272 (-16)                                        |                                                  |                                                  |
| 1996 | Fred Couples (2)                                 | Stati Uniti                                      | 270 (-18)                                        |                                                  |                                                  |
| 1995 | Lee Janzen                                       | Stati Uniti                                      | 283 (-5)                                         |                                                  |                                                  |
| 1994 | Greg Norman                                      | Australia                                        | 264 (-24)                                        |                                                  |                                                  |
| 1993 | Nick Price                                       | Zimbabwe                                         | 270 (-18)                                        |                                                  |                                                  |
| 1992 | Davis Love III                                   | Stati Uniti                                      | 273 (-15)                                        |                                                  |                                                  |
| 1991 | Steve Elkington                                  | Australia                                        | 276 (-12)                                        |                                                  |                                                  |
| 1990 | Jodie Mudd                                       | Stati Uniti                                      | 278 (-10)                                        |                                                  |                                                  |
| 1989 | Tom Kite                                         | Stati Uniti                                      | 279 (-9)                                         |                                                  |                                                  |
| 1988 | Mark McCumber                                    | Stati Uniti                                      | 273 (-15)                                        |                                                  |                                                  |
| 1987 | Sandy Lyle                                       | Scozia                                           | 274 (-14)PO                                      |                                                  |                                                  |
| 1986 | John Mahaffey                                    | Stati Uniti                                      | 275 (-13)                                        |                                                  |                                                  |
| 1985 | Calvin Peete                                     | Stati Uniti                                      | 274 (-14)                                        |                                                  |                                                  |
| 1984 | Fred Couples                                     | Stati Uniti                                      | 277 (-11)                                        |                                                  |                                                  |
| 1983 | Hal Sutton                                       | Stati Uniti                                      | 283 (-5)                                         |                                                  |                                                  |
| 1982 | Jerry Pate                                       | Stati Uniti                                      | 280 (-8)                                         |                                                  |                                                  |
| 1981 | Raymond Floyd                                    | Stati Uniti                                      | 285 (-3)PO                                       |                                                  |                                                  |
| 1980 | Lee Trevino                                      | Stati Uniti                                      | 278 (-10)                                        |                                                  |                                                  |
| 1979 | Lanny Wadkins                                    | Stati Uniti                                      | 289 (-5)                                         |                                                  |                                                  |
| 1978 | Jack Nicklaus (3)                                | Stati Uniti                                      | 289 (+1)                                         |                                                  |                                                  |
| 1977 | Mark Hayes                                       | Stati Uniti                                      | 289 (+1)                                         |                                                  |                                                  |
| 1976 | Jack Nicklaus (2)                                | Stati Uniti                                      | 269 (-19)                                        |                                                  |                                                  |
| 1975 | Al Geiberger                                     | Stati Uniti                                      | 270 (-10)                                        |                                                  |                                                  |
| 1974 | Jack Nicklaus                                    | Stati Uniti                                      | 272 (-16)                                        |                                                  |                                                  |